# Hélène Delaroche
Pour les articles homonymes, voir Delaroche.
Hélène Marie-Louise Delaroche (épouse Untersteller), née à Étiolles en 1907 et morte à Cinq-Mars-la-Pile en janvier 1996, est une peintre française.

## Biographie

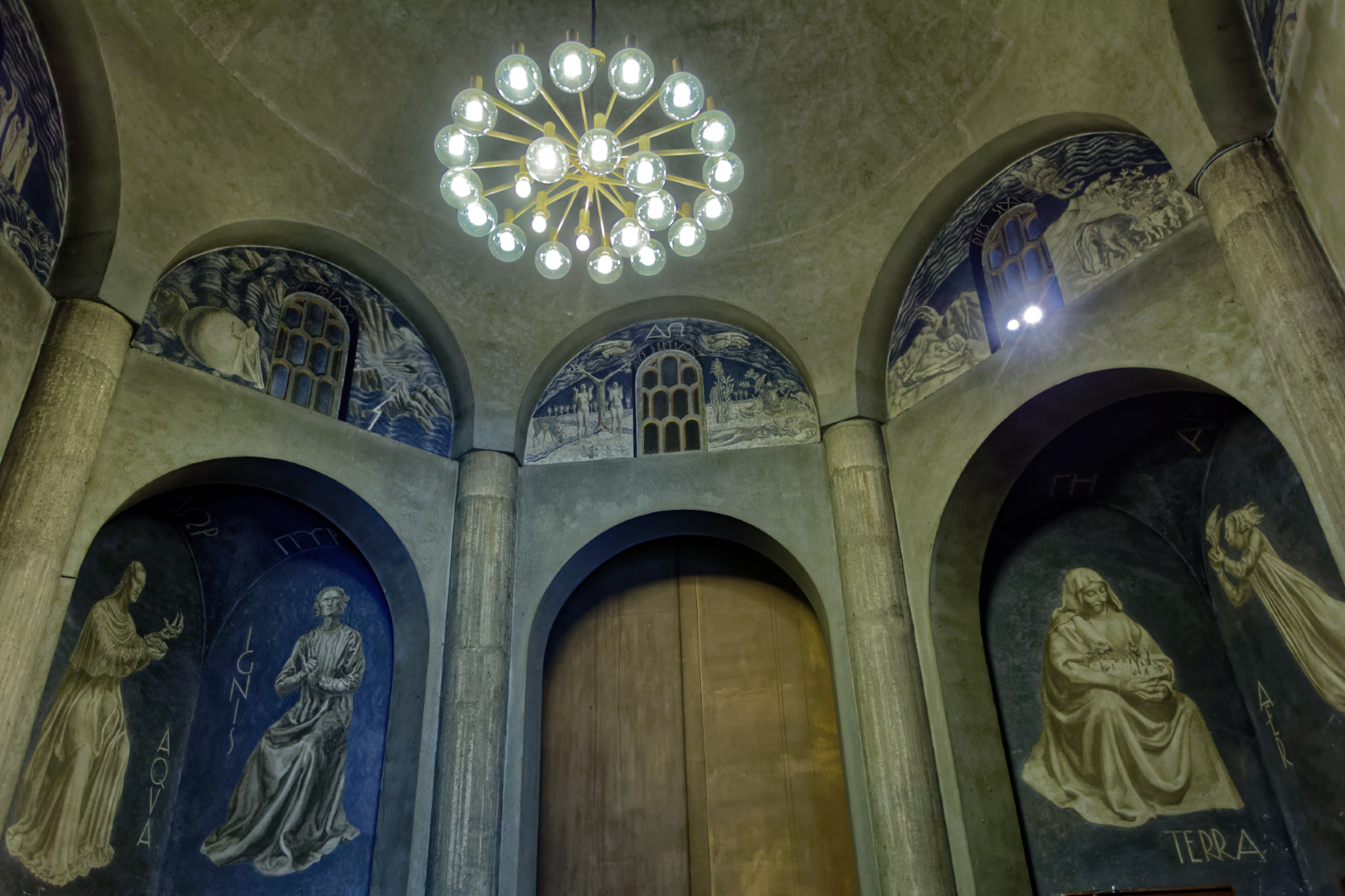
Fresque de Nicolas Untersteller et de sa femme Hélène Delaroche dans l'Église du Saint-Esprit de Paris

Fille de Marguerite Delaroche, élève de Jean-Paul Laurens et de Louis Roger puis de l'Académie Julian, elle expose au Salon des artistes français de 1929 dont elle est membre, les toiles Sainte Véronique essuie la face de Jésus et Jésus rencontre sa mère. 
Avec son époux Nicolas Untersteller, elle demeure à la Villa Médicis de 1929 à 1931 puis, titulaire d'une bourse de voyage, est envoyée à la Casa de Velázquez (1933-1934).
Le couple, marié en 1929, a eu deux enfants, Marguerite-Marie née à Metz en 1934 et Louis-Paul né à Boulogne Billancourt en 1940.